# العجوز والبلطجي (فلم)
العجوز والبلطجي  فيلم دراما واكشن وجريمة مصري  للمخرج إبراهيم عفيفي  عام 1989 كتب القصة والسيناريو والحوار الناقدة السينمائية ماجدة خير الله. الفيلم من بطولة كمال الشناوي، مديحة كامل، صلاح قابيل، هشام عبدالحميد، ضياء الميرغني، ويوسف منصور، بطل رياضة الكونج فو، في ظهوره الأول على الشاشة. تدور الأحداث حول ربيع الجبلي، المجرم المسن، بعد خروجه من السجن ومحاولته التوبة ومنع المجرمين الآخرين من التمادي في الإجرام.
صدر الفيلم إلى دور العرض المصرية في 3 ديسمبر 1989.
كان العرض الأول بدار سينما أوبرا بوسط القاهرة.
منح موقع قاعدة بيانات الأفلام على الإنترنت (IMDB) الفيلم درجة 5.1/ 10.
منح موقع قاعدة بيانات الأفلام العربية «السينما.كوم» الفيلم درجة 5.4/ 10.

## طاقم التمثيل
كمال الشناوي: في دور ربيع الجبلي (ربيع الوحش – المجرم السابق)
مديحة كامل: في دور فردوس (أو دوسة عشيقة نجاتي)
صلاح قابيل: في دور نجاتي (زعيم عصابة تجارة المخدرات)
هشام عبد الحميد: في دور محروس (سائق سيارة نقل بضائع)
ضياء الميرغني: في دور فرج (مساعد نجاتي)
يوسف منصور: في دور حسن الأخرس (زميل محروس)
عبد المنعم المرصفي: في دور عبده سلاحليك (صديق محروس)
طارق إسماعيل: في دور حسين ربيع الجبلي (نجل ربيع الوحش)
حسني عبد الجليل: في دور المعلم البهنساوي (تاجر المخدرات)
عدوي غيث: في دور سيد أبو الروس (زميل الوحش في السجن)
نصر حماد: في دور الحرامي
مطاوع عويس: في دور عبد الرحيم
حمدي مرسي: في دور مأمور السجن
عاطف بركات: في دور ضابط الكمين
نصر سيف: في دور قشط
سيد مصطفى: في دور ضابط شرطة
نبوية شعبان: في دور صاحبة البيت
بالاشتراك مع: عادل أبو الغيط – نبيل الهواري – الأنصاري فريد – علي ثابت.

## أحداث الفيلم
يخرج ربيع الجبلي (كمال الشناوي) الشهير بربيع الوحش، من السجن بعد سنوات طويلة وهو مجرم عريق، يحترف السرقة بالإكراه، والقتل بدم بارد. يخرج «الوحش» من السجن محطما بعد أن طعن في السجن، ويرفض ابنه حسين (طارق إسماعيل) البقاء بجانبه لرعايته، ويفضل الهجرة للخارج، للتخلص من عار أبيه. يجد ربيع نفسه وحيدا في آواخر أيامه، ويشعر بالندم على ما فات، وكان قد سمع عن زميله بالسجن سيد أبو الروس (عدوي غيث)، الذي أنهى مدة سجنه، فسعى لاستضافته في بيته، ولكن سيد يموت بمجرد خروجه من السجن. أثناء سير ربيع في الطريق، مشغول الفكر، تكاد تصدمه سيارة نقل، يقودها السائق محروس (هشام عبد الحميد)، الذي ينقذه بعد أن كان يتمنى الموت. يتزعم نجاتي (صلاح قابيل) عصابة لتجارة المخدرات، ويضيق عليه رجال الشرطة الخناق، فيقترح عليه مساعده فرج (ضياء الميرغني)، الاستعانة بوجوه جديدة، ويقع الاختيار على السائق محروس، وزميله حسن الأخرس (يوسف منصور)، لتوصيل شحنة من الخضروات بداخلها مخدرات قيمتها مليون جنيه، دون ان يعلم بها محروس أو حسن، وذلك لتوصيلها للمعلم البهنساوي (حسني عبد الجليل)، الذي دفع ثمنها مقدما. يفطن محروس وحسن للأمر، ويقومون بإخفاء المخدرات ويسلموا الخضار للمعلم البهنساوي، الذي يبلغ نجاتي بالأمر. يرسل نجاتي رجاله لتأديب محروس وحسن وانتزاع البضاعة منهما، ولكنهما يتمكنا من الهرب، ويطلب محروس من حسن إخفاء المخدرات في مكان أكثر أمنا، ثم يفترقا للتمويه علي العصابة. يتمكن فرج ورجاله من القبض على محروس، واحتجازه وتعذيبه، ويسارع حسن لنجدة صديقه، ويتمكن من قهرهم لإجادته فنون الكاراتيه، ويطلق نجاتى الرصاص عليهما، فيقتل حسن، ويقبض على محروس، الذي لايعرف مكان إخفاء المخدرات. يكلف نجاتي عشيقته فردوس (مديحة كامل) لمعرفة مكان المخدرات من محروس، فتقوم بتهريب محروس، الذي يلجأ بيت صديقه عبده سلاحليك (عبد المنعم المرصفي)، ولحقت به فردوس وهي تدعي الحب لمعرفة مكان المخدرات. بعد معاشرة فردوس لمحروس تقع في حبه وتشترك معه في سرقة السيارات طالبي المتعة.
يعرض ربيع الجبلى على محروس شيك بمبلغ 30 ألف جنيه ليقوم بقتله، ويستحق الشيك الصرف بعد شهرين، فإذا لم يقتله في تلك الفترة، يقوم ربيع بايقاف صرف الشيك. تطلب فردوس أن يكون المبلغ نقداً ويرضخ ربيع، ولكن محروس، الذي لم يقتل، يتعاطف مع ربيع، وعندما يهاجمهم فرج يدافع عنه ربيع ويتلقى طعنة من فرج، يدخل على إثرها المستشفى. يشعر محروس أنه فشل في حماية حبيبته فردوس، التي خطفها رجال نجاتي، ويطلب من ربيع تعليمه القتل. يرفض ربيه ويذهب إلى تلميذه نجاتي، ويطلب منه الإبتعاد عن محروس، يقوم نجاتي باحتجاز ربيع، حتى يأتى محروس لإنقاذه، ولكن فردوس تتمكن من الهرب، ولكن فرج يعثر عليها ويقتلها. يقرر محروس الإنتقام، ويتمكن من قتل فرج، ثم يتوجه إلى مقر عصابة نجاتي، ويخلص ربيع من الأسر ويقتل نجاتى وأفراد عصابته. يتحول محروس لقاتل بدم بارد، ويريد ربيع إيقافه فيطعنه حتى الموت، حتى لا يصبح مثله.

## المعارك في الفيلم
استعان المخرج إبراهيم عفيفى بالممثل والدوبلير و«منفذ المعارك» مصطفى المعاون ليقود المعارك في الفيلم وعلى وجه خاص معارك يوسف منصور (بطل رياضة الكونج فو) الذي صرح بأن المخرج عفيفي، الذي أخرج له أول فيلمين «العجوز والبلطجي» 1989 و«قبضة الهلالي» 1991، قرر استخدام الفلين ليسقط عليه منفذي المعارك بدلا من السقوط الحر وقال: «كل حاجة عملناها حقيقة، بس المخرج الله يرحمه، شاف فيلم صيني، قلت له يا افندم، إحنا كويسين، والأولاد اللي معانا اللي بيعملوا المعارك أبطال، أنط ليه؟، طب ما تخلينا نتخانق معاهم، قالي أنا اللي بقول، ساعتها مكنتش أعرف حاجة، أقوله طب دى فلين يا افندم، اعملها صح.» وتحول يوسف منصور إلى الإخراج ليقدم المعارك كما يحب أن يراها على الشاشة، فقدم «قط الصحراء» عام 1995 حيث أخرج المعارك فقط، ثم قدم عام 2001 فيلم «بدر» من إخراجه بالكامل. دخل يوسف منصور المجال الفني بالصدفة حين قابل المخرج إبراهيم عفيفي، وعرض عليه للمشاركة للمرة الأولى من خلال فيلم (العجوز والبلطجى) وكان نجاحه سبباً في تقديم 14 عملاً سينمائياً ثم ابتعد عن العمل السينمائي بسبب إصابته بتهالك في المفاصل عام 2006، وسافر إلى الولايات المتحدة التي هاجر اليها مع أسرته وهو في التاسعة من العمر.  

## وصلات خارجية
- مقالات تستعمل روابط فنية بلا صلة مع ويكي بيانات
- العجوز والبلطجي على موقع الدهليز
- العجوز والبلطجي على موقع كاروهات

https://www.kinopoisk.ru/film/981188/video/type/0/ العجوز والبلطجي (فيلم)
https://flyx.me/movie/5d340823873b0f3fb2ee0d65/el-agooz-wel-baltagi العجوز والبلطجي (فيلم)